# Descalzo

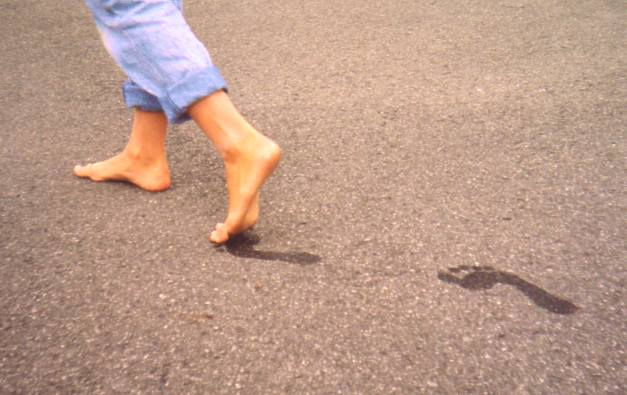
Persona descalza dejando huellas detrás.

Descalzo es el término más comúnmente utilizado para describir a alguien que no lleva puesto calzado.
Una confusión habitual es pensar que los monjes o hermandades descalzas van sin zapatos. La raíz de descalzo es calceus o calcetín. Se puede ser descalzo con sandalias o equivalentes; porque no usan calcetines.
Usar calzado es una característica exclusivamente humana, aun así algunos animales que son criados por los humanos también son afectados por el calzado, como caballos y, a veces perros y gatos. Existen beneficios a la salud y algunos riesgos asociados con ir descalzo. El calzado proporciona protección de los cortes, maltratos, moretones, e impactos de objetos en el suelo o la tierra por sí misma, así como de congelamiento o quemaduras por el calor, y parásitos como "hookworm" en situaciones extremas. Aun así, los zapatos pueden limitar la flexibilidad, fuerza, y movilidad del pie y puede dirigir a incidencias más altas de pie plano o dedo de martillo. Los resultados de caminar y correr descalzos es tener un paso más natural, esto permite una mejor movilidad del pie, eliminando la sensación desagradable de los tacones altos y, por lo tanto, generando menos fuerza de colisión en el pie y la parte baja de la pierna. 
Hay muchos deportes que ese realizan sin zapatos, destacan entre estos la gimnasia y las artes marciales, pero también están el voleibol de playa, caminatas descalzas, senderismo descalzo, y skiing de agua. En lenguaje moderno, alguien que tiende a no llevar zapatos en público o está participando en los deportes antedichos pueden ser llamados como "barefooter".
Los "barefooter" han generado el llamado "barefooting" traducido como "descalcismo", el cual, a decir de Abel Pérez Rojas este movimiento es un "ejercicio de la libertad personal y colectiva que cuestiona nuestros paradigmas sobre lo que es saludable, sobre lo socialmente correcto y la relación del ser humano con la naturaleza".
Descalzo es la traducción de "barefoot" palabra de origen inglés, de ahí viene el tipo de "calzado barefoot" fabricado con el único objetivo de transmitir las sensaciones de ir descalzo al usuario, para ello los zapatos barefoot deben tener suela muy fina, plana y con puntera ancha para que se transmitan las mismas sensaciones que si se fuera descalzo.

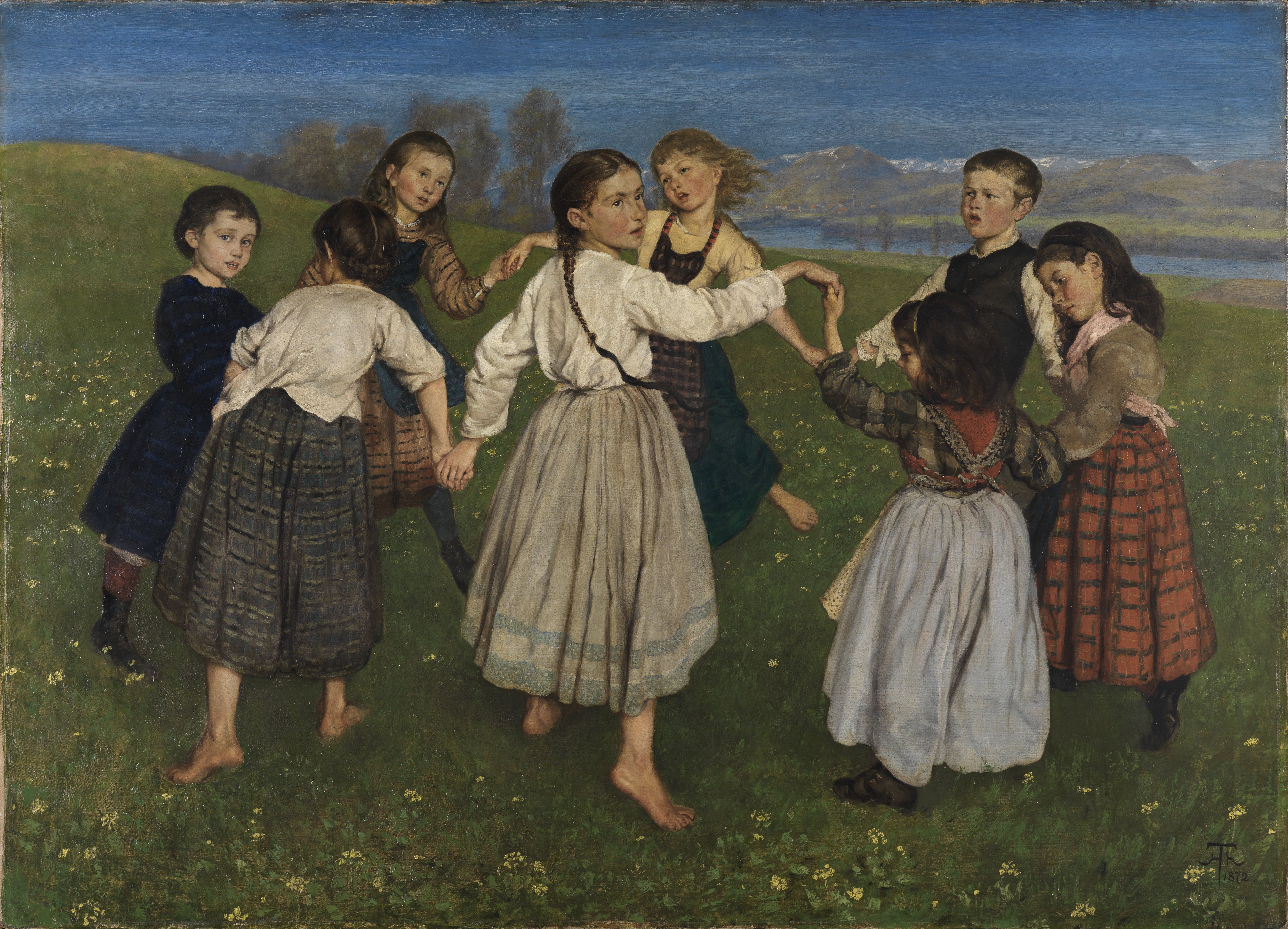
Niños bailando en un círculo - 1872

## Aspectos históricos y religiosos

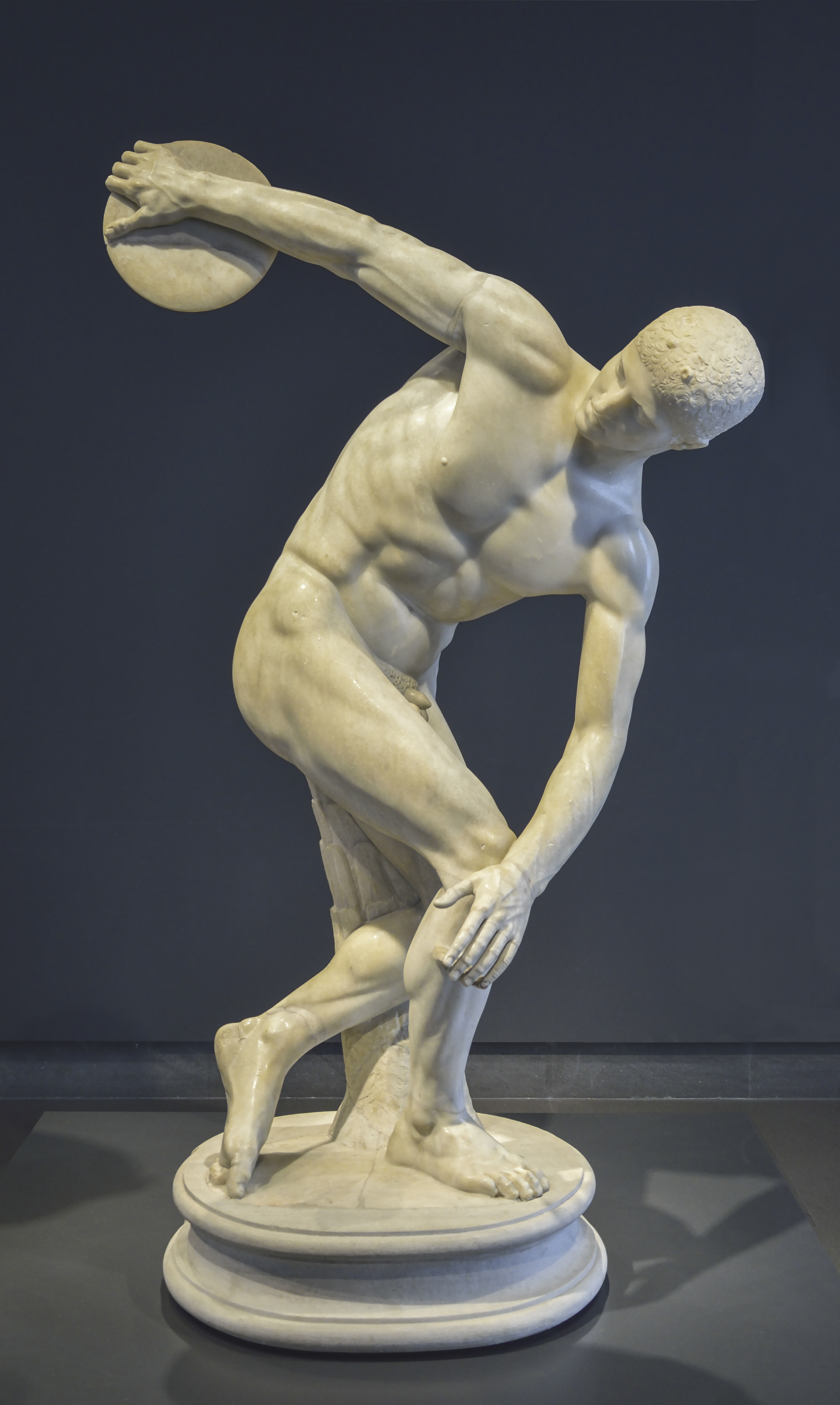
Lanzador de disco olímpico antiguo

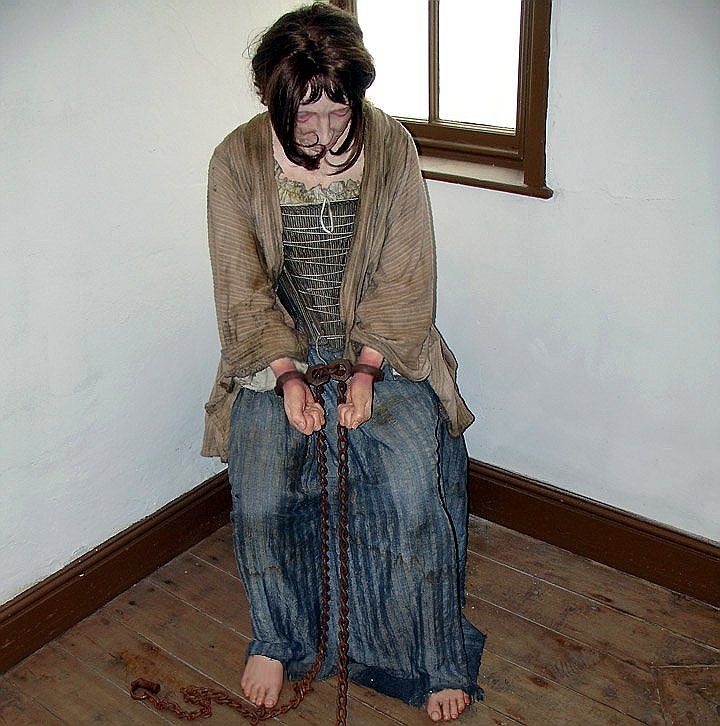
Prisionera descalza; (exposición de museo)

Personas en tiempos antiguos, como los egipcios, Hindus, y los griegos a menudo estaban descalzos, cuando el terreno que habitaban no exigía el uso de calzado. Los egipcios e Hindus hicieron algún uso de calzado ornamental, como una soleless sandalia conocida como Cleopatra, esta cual no proporcionó ninguna protección para el pie.[cita requerida] Los atletas en las Olimpiadas Antiguas participaron descalzos y generalmente desnudos. Incluso los dioses y los héroes eran principalmente descritos descalzos.

### Aspectos religiosos
En la mayoría de las religiones, la exposición de los pies es considerada como señal de humildad y sujeción. Algunos practicantes religiosos han tomado votos de pobreza, mientras hay conventos donde ir descalzo es obligatorio (Convento de Las Descalzas Reales, Pobre Clares, Colettine Pobre Clares). En Tailandia, el Maestro Jinshen, un monje budista, camina 20 kilómetros (12 millas) por día estando descalzo, para concienciar a quienes persiguen una vida material de que deben de preocuparse por la madre naturaleza. Él declara que hace esto para seguir reglas budistas, para dirigir a las personas al camino de virtud, y para desarrollar su espíritu budista. Es consuetudinario en el judaísmo y en algunas otras denominaciones cristianas ir descalzo mientras lloras. Algunas iglesias cristianas practican tradiciones de peregrinaje descalzo, como el ascenso de Croagh Patrick en Irlanda por la noche mientras se encontraba descalzo.